# 圣玛丽亚-德尔因维耶尔诺
圣玛丽亚-德尔因维耶尔诺（西班牙語：Santa María del Invierno，意为“冬天的圣玛丽亚”）是西班牙卡斯蒂利亚-莱昂布尔戈斯省的一个市镇。总面积16平方公里，总人口67人（2001年），人口密度4人/平方公里。